# Будяк Юрій Якович
Ю́рко Будя́к (справжнє ім'я — Юрій Я́кович Покос; 1879, Красногірка Костянтиноградського повіту Полтавської губернії — 28 вересня 1942, Київ) — український письменник, журналіст, громадський діяч; також педагог на Полтавщині. Жертва сталінських репресій.

## Життєпис

### Ранні роки
Народився в сім'ї безземельного селянина, теслі (батько помер, коли майбутньому письменнику було п'ять років). З малих літ наймитував, але встигав також учитися. Після закінчення сільської школи працював у Катеринославі, відтак у Криму, на Кавказі: був чабаном, вантажником, бляхарем, матросом, аптекарським практикантом. Одночасно вчився, щоб здати екстерном за гімназичний курс.

### Робота військовим за кордоном
За легендою під час Другої англо-бурської війни у Південній Африці що велася у 1899—1902 роках Юрко Будяк брав участь у цій війні на боці бурів у якості вояки-волонтера: спочатку був рядовим, потім отримав підвищення командував невеликим загоном бурів. Пізніше 15 листопада 1899 року бурський військовий загін під командуванням Юрка Будяка захопив британський потяг й взяв у полон ряд британських військових серед яких був й майбутній прем'єр-міністр Великої Британії Вінстон Черчилль який там перебував у якості репортера.
Бурські вояки не хотіли панькатися з військовополоненими й хотіли зразу ж розстріляти всіх британських військовополонених, однак втрутився Будяк який і врятував Черчилля та інших військовополонених від розстрілу на місці полону. Замість  розстрілу бурські військові взяли Черчилля у полон у якому його протримали десь чотири тижні наприкінці яких Будяк допоміг йому втекти з полону. Аби віддячити Будяку за порятунок Черчиль згодом допоміг йому потрапити до Великої Британії, де родина Черчилля запропонувала Будяку спробувати вступити до Оксфордського університету, але на заваді стало недостатнє володіння Будяком англійською мовою.
Як зазначає Наталка Доляк у своїй художньо-життєписній книзі 2015 року про життєпис Юрка Будяка [Юрко Будяк]: Загублений між війнами офіційно факт порятунку Черчилля Будяком й досі не доведено, оскільки ні Будяк, ні Черчилль відкрито про це в жодному зі своїх автожиттєписів не згадують. Одним з небагатьох документальних підтверджень факту порятунку Черчилля Будяком у 1899 році є спогади  українського письменника Василя Минка «Червоний Парнас» видані у 1972 році у яких Минко згадує що Будяк йому особисто розповів цю історію. Іншим документальним підтвердженням факту порятунку Черчилля Будяком у 1899 році є спогади українського письменника Бориса Антоненко-Давидовича що зберігаються у Центральному державному архіві громадських об’єднань України й у яких Антоненко-Давидович згадує розмови з Будяком у яких той описував свої пригоди під час Другої англо-бурської війни.
Також у епізоді документальної передачі ICTV Секретний фронт: Українець врятував життя Вінстона Черчилля від червня 2015 року правнук Юрка Будяка, Геннадій Пукась, повідомив журналістам ICTV що його батькові, тобто онуку Будяка, розповідав його батько, тобто син Будяка, що Юрко Покос-Будяк воював в Англо-бурській війні й в одному з боїв взяв у полон Вінстона Черчилля.
Пошуки додаткових документальних підтверджень порятунку Черчилля Будяком у 1899 році тривай й досі; так у 2020 році посол України у Південній Африці Любов Абравітова у інтерв'ю часопису Bintel заявила що "чесно кажучи, поки що ми ще не змогли знайти документальні підтвердження [факту порятунку Черчилля Будяком у 1899 році]".

### Повернення в Україну
Перш, ніж повернутися додому, відвідав Сполучені Штати Америки, потім — Французьку республіку, Королівство Італія, Османську імперію. Є відомості, що бував також у Сінґапурі та Єгипті. Про своє подорожування розповідав Докії Гуменній. Цю розмову вона подає у книзі спогадів «Дар Евдотеї».
Протягом довгого часу вчителював на селі (про це розповів у автобіографічному творі «Записки учителя 1899—1906», який від 1909 року друкувався в «Літературно-науковому вістнику», а згодом, 1912 року, вийшов окремим виданням; перекладався німецькою мовою). Обстоював навчання рідною мовою, прищеплював учням любов до української літератури, що викликало незадоволеність шкільного начальства.
Брав участь у революційних подіях 1905 року, був ув'язнений.
З 1912 року навчався в Київському політехнічному інституті. 1916 року вступив до Одеської школи прапорщиків, але не закінчив її через хворобу.
У період визвольних змагань обирався заступником голови білоцерківської «Просвіти», незначний час працював в апараті Центральної Ради.
У радянський час — на літературній роботі.

### Початок літературної творчості
Друкувався з 1895 року. Крім «Літературно-наукового вістника», до революції співпрацював у періодиці: «Хлібороб», «Громадська думка», «Українська Хата», «Рада», «Село», «Засів», «Бджола», «Київська старовина». Видав поетичні збірки «На полях життя» (за різними відомостями — 1909 або 1910), «Буруни» (1910), історичні поеми «Невольниця-українка» (1907) та «Пан Базалей» (1911). За радянської влади належав до літературної організації селянських письменників «Плуг», друкувавсь у «Червоному шляху», «Плузі», «Плужанині», «Червоних квітах», «Глобусі». Написав п'єси «Під промінням Червоного Жовтня», «Жовтнева казочка» (1924), видав збірку повістей «До великої брами» (1929), але найбільше писав для юних читачів. Його твори зажили великої популярності в Україні, особливо серед дітей (перелік деяких його видань див. нижче); перекладалися російською, білоруською та іншими мовами.

### Ув'язнення та смерть
Ще в 1922 та 1924 роках Будяка двічі заарештовували органи ЧК за звинуваченням у тому, що при нападі білих на Білу Церкву він нібито брав участь у церемонії урочистої зустрічі бандитів, проте суд його виправдав.
1 лютого 1935 року Юрій Будяк був заарештований у Києві. 28 жовтня 1935 року особливою нарадою при НКВС СРСР засуджений на п'ять років виправних трудових таборів. В обвинувальному висновку, підготовленому уповноваженим НКВС УРСР Проскуряновим, йому інкримінувалася приналежність до контрреволюційної організації, активна контрреволюційна діяльність і терористичні настрої, тісні зв'язки з розстріляним Григорієм Косинкою та арештованим керівником «Плугу» Сергієм Пилипенком. Пригадана йому була й короткочасна служба в апараті Центральної ради, співробітництво в українській дожовтневій пресі, яку потрактовано як націоналістичну. Покарання відбував у Карагандинському таборі НКВС, потім — в Ухті і Воркуто-Печорському таборі.
Звільнений після відбуття строку покарання 1 лютого 1940 року, повернувся до Києва. Помер 1942 р. під час німецької окупації.
Похований у Києві на Куренівському кладовищі. На могилі стандартний мозаїчний обеліск-стела з чорною мармуровою табличкою

Будяк-Покос Юрій Якович. 1878 — 1942